# Cabra Corral

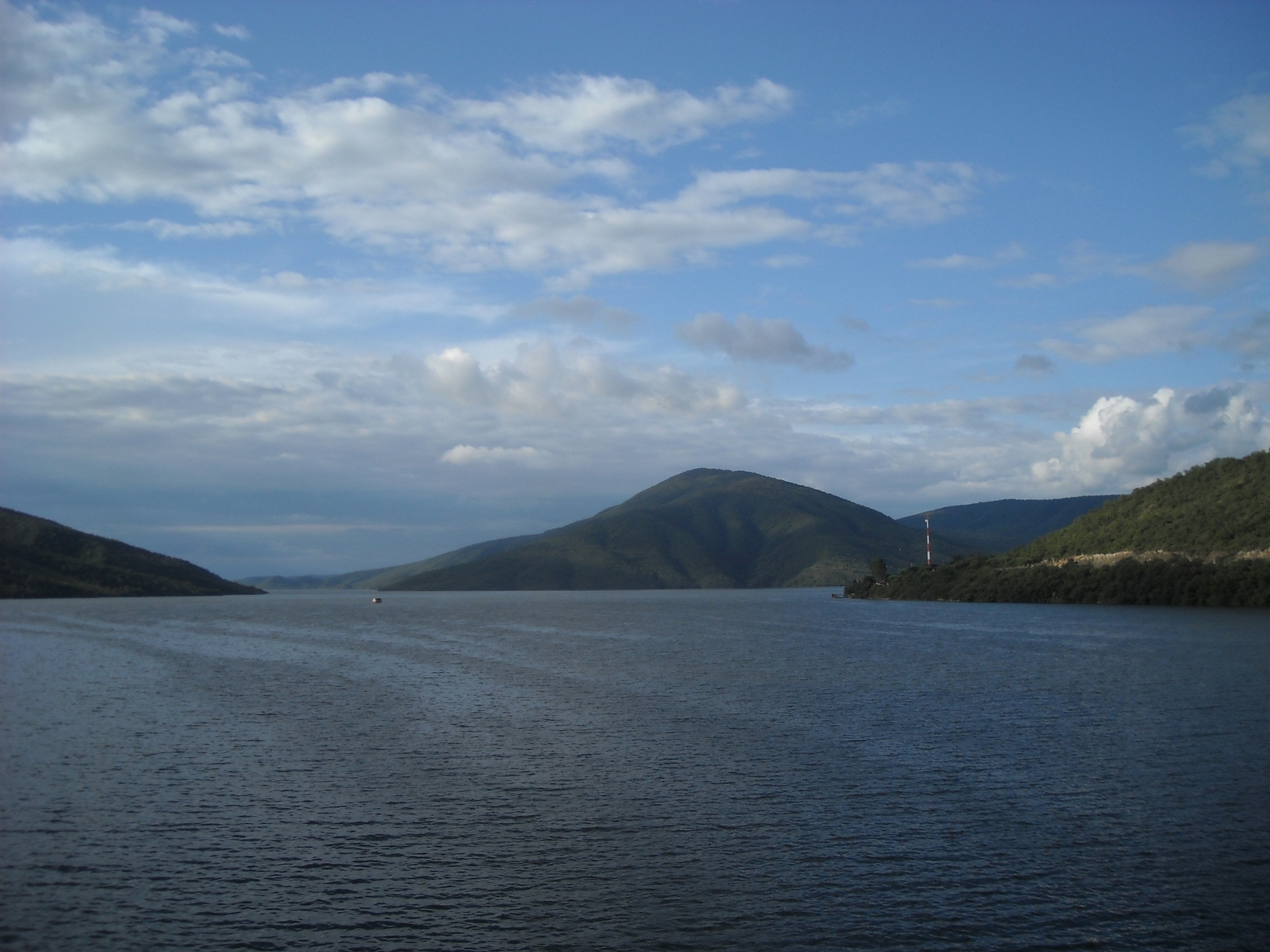
Embalse de Cabra Corral.

Cabra Corral es una pequeña localidad argentina de la provincia de Salta, dentro del departamento La Viña.
Es habitada por los trabajadores del Embalse de Cabra Corral.

## Población
Contaba con 25 habitantes (Indec, 2001), lo que representa un descenso del 57,6% frente a los 59 habitantes (Indec, 1991) del censo anterior.

## Defensa Civil

### Sismicidad
La sismicidad del área de Salta es frecuente y de intensidad baja, y un silencio sísmico de terremotos medios a graves cada 40 años.
- Sismo de 1930: aunque dicha actividad geológica catastrófica, ocurre desde épocas prehistóricas, el terremoto del 24 de diciembre de 1930 (94 años),[2] señaló un hito importante dentro de la historia de eventos sísmicos salteños, con 6,4 Richter. Pero nada cambió extremando cuidados y/o restringiendo códigos de construcción.[1]
- Sismo de 1948: el 25 de agosto de 1948 (76 años) con 7,0 Richter, el cual destruyó edificaciones y abrió numerosas grietas en inmensas zonas[2][1]
- Sismo de 2010: el 27 de febrero de 2010 (15 años) con 6,1 Richter

## Enlaces
- Fotos de Dique Cabra Corral y su patrimonio arqueológico

- Datos: Q5015799
- Multimedia: Cabra Corral / Q5015799